# Primulina dryas
Primulina dryas là một loài thực vật có hoa trong họ Tai voi (Gesneriaceae). Loài được tìm thấy trong khu vực phía tây tỉnh Quảng Đông, Trung Quốc.
Được John Lindley mô tả khoa học đầu tiên năm 1844 dưới danh pháp Chirita sinensis, và nó là loài điển hình của Chirita sect. Gibbosaccus. Nó sinh sống tại những nơi ẩm ướt có bóng râm hay trên các tảng đá trong thung lũng, ở độ cao 100–500 m. Ra hoa từ tháng 5 tới tháng 2 năm sau và tạo quả từ tháng 8 tới tháng 2 năm sau. Quả nang vuông góc với cuống quả, dài 4-7,5 cm.
Năm 1906, Augustin Abel Hector Léveillé chuyển nó sang chi Didymocarpus với danh pháp Didymocarpus sinensis. Năm 1912, W.S. Dun công bố danh pháp Chirita dryas cho loài này.
Tháng 1 năm 2011, trong bài báo công bố trên Journal of Systematics and Evolution, Wang et al. mở rộng chi Primulina (trước đó chỉ chứa một loài là Primulina tabacum) để chứa các loài thuộc Chirita sect. Gibbosaccus - do các loài này cùng P. tabacum tạo thành một nhánh đơn ngành, và thiết lập danh pháp Primulina sinensis (Lindl.) Y.Z.Wang, 2011 với diễn giải nó có đồng nghĩa là Chirita sinensis Lindl., 1844. Mặc dù được công bố hợp lệ, nhưng từ năm 1890 thì Joseph Dalton Hooker đã sử dụng danh pháp P. sinensis - dù nó là thừa thãi (nom. superfl.) - để chỉ Primulina tabacum, nên danh pháp của Wang et al. năm 2011 chỉ là trùng tên (đồng âm) muộn hơn của P. sinensis Hook.f., 1890, vì thế nó trở thành một tên gọi không hợp lệ (nom. illeg.).
Trong bài báo công bố tháng 6 năm 2011 trên Taxon, Weber et al. đã phát hiện ra điều này. Như thế, cả hai danh pháp P. sinensis (Lindl.) Y.Z.Wang, 2011 và P. sinensis Hook.f., 1890 đều trở thành nom. illeg.. Các tác giả đã hiệu đính tên gọi khoa học chính thức cho C. sinensis thành P. dryas, trên cơ sở danh pháp đồng nghĩa C. dryas Dunn, 1912.